# Eprinomectin
Eprinomectin ist ein Arzneistoff aus der Gruppe der Avermectine, einer Gruppe makrozyklischer Lactone, die unter anderem als Antiparasitika bei Haus- und Nutztieren eingesetzt werden.

## Eigenschaften
Eprinomectin ist ein Gemisch aus mindestens 90 % Eprinomectin B1a und höchstens 10 % Eprinomectin B1b und wird aus Avermectin B1a und Avermectin B1b synthetisiert. Pharmazeutische Qualität besteht zu mindestens 95,0 % aus Eprinomectin B1a + B1b.

## Wirkungsmechanismus
Eprinomectin erhöht die Permeabilität für Chloridionen an der Zellmembran von Muskel- und Nervenzellen bei Nematoden und Arthropoden, indem es selektiv und mit hoher Affinität an Glutamat-aktivierte Chloridkanäle bindet. In der Folge kommt es zu einer Hyperpolarisation der Zelle mit einer schlaffen Lähmung des Organismus und schließlich zum Tod des Parasiten. Bei Säugetieren kommen Glutamat-aktivierte Chloridkanäle nicht vor, daher wirkt Eprinomectin spezifisch auf Wirbellose.

## Verwendung
Eprinomectin wird als Antiparasitikum bei Nutztieren wie Rindern und Ziegen sowie bei Heimtieren wie Katzen angewendet. Es wirkt gegen eine Vielzahl parasitischer Fadenwürmer sowie gegen einige Dipteren, Zecken und Milben (Endektoparasitikum).
Anders als andere Avermectine kann Eprinomectin bei laktierenden Tieren wie Nutztieren der Milchproduktion oder tragenden und säugenden Katzen sowie weiblichen Zuchtkatzen angewendet werden, da nur eine sehr geringe Menge der Verbindung in die Milch übergeht.

## Handelsnamen und Darreichungsform
Eprinomectin wird unter anderem für die äußerliche Anwendung als Pour-on oder Spot-on vertrieben: für Rinder, Schafe und Ziegen als Monopräparat (z. B. Eprizero, Eprinex, Eprinex Multi), für Katzen z. B. als Kombinationspräparat mit Esafoxolaner und Praziquantel (Nexgard Combo).